# インクレチン
インクレチン (incretin) は、以下に述べるような消化管ホルモンの総称である。
食後には血糖を低下させるホルモンのインスリンが膵臓から分泌されるが、糖を経口投与すると経静脈投与時よりも大きなインスリン作用が現れることが明らかになり、このことがインクレチンの概念の元となっている。その刺激は主に門脈血のブドウ糖であるとされてきたが、消化管由来因子にも分泌刺激を行う能力があるものとされてきた。
「インクレチン」と総称されているホルモンとして、GLP-1やGIPがある。
GLP-1とGIPとはいずれも血糖値依存的に膵臓のβ細胞からのインスリン分泌を促進する。しかし、2型糖尿病においてはGIPによるインスリン分泌促進作用は障害されているとの報告がある。。また、GLP-1は膵α細胞からのグルカゴン分泌を抑制し、血糖低下に働くが、本作用がGLP-1によるα細胞への直接的な作用なのかどうかは議論が分かれている。さらに、GLP-1は胃の内容物排出速度を遅らせ、満腹感を助長することで食欲を抑制したり、食後の急峻な血糖上昇を抑制したりする作用がある。一方GIPは脂肪細胞にそのGIP受容体が存在し、脂肪細胞への糖の取り込みを促進することで肥満を助長させる。
GLP-1(7-37)とGIPはNH2末端から2位のアラニンが共通しており、DPP-IV（CD26とその可溶性分子）により、GLP-1(7-37)はヒスチジルアラニンと残りのペプチドに、GIPはチロシルアラニンと残りのペプチドに、分解され、それぞれの受容体との親和性が低下する。それらの血中半減期は2分から5分程度とされている。前述のとおり2型糖尿病の治療薬としてはGLP-1がその候補としてターゲティングされ、開発研究が進められた。ひとつの方向性は分解酵素であるDPP-IVを阻害することで血中濃度を保つもの、もう1つの方向性は血中で分解されにくいGLP-1様の化合物を創薬することであった。DPP-IV阻害薬としてはシタグリプチン（sitagliptin）などが開発された。DPP-IV阻害薬はGLP-1とGIP両者の血中半減期を延長させ、両ホルモンに基づく作用が発現する。CD26欠損マウスやDPP-IV欠損ラットでは耐糖能が改善しているという報告がある。GLP-1とGIPの両方の受容体を欠損させたマウス (double incretin receptor knockout, DIRKO) では、経口血糖負荷試験で耐糖能の低下がみられるが、腹腔内に注射した糖負荷試験では差がみられないという。
血中で分解されにくいGLP-1様の化合物、すなわちGLP-1受容体作動薬としては、アメリカ毒トカゲの唾液の分泌物から血糖降下作用を持つホルモンを発見し（エキセンジン‐4と呼ぶ）、これを人工合成により最初のGLP-1受容体作動薬が開発された。1日2回の皮下注射であるが、DPP-IV阻害薬に比べて高い血糖降下作用と、体重減少効果を有し、欧米では既に市販されている。また、ヒト型のアナログ製剤として、リラグルチドが後に開発された。

## GLP-1
グルカゴン様ペプチド-1 (glucagon-like peptide-1, GLP-1) は、小腸下部のL細胞から分泌される。グルカゴンと同じ遺伝子 proglucagon の配列から作られるペプチドであり、GLP-1(7-36)amide がおもに検出され、GLP-1(7-37) のものも認められる。DPP-4によって分解されるため、血中半減期は12分と短い。
- ブドウ糖濃度依存性インスリン分泌促進
- ランゲルハンス島β細胞増殖作用
- グルカゴン分泌抑制
- 胃排泄能抑制
- 視床下部神経の食欲抑制作用

以上の作用がある。
2型糖尿病治療薬として、遺伝子操作されDPP-4に容易に分解されないGLP-1受容体作動薬の注射薬や経口薬の処方箋医薬品が提供されている。副作用としてグルカゴン同様に消化器運動が抑制されるので、嘔気嘔吐が挙げられる。肥満は世界的な問題のひとつであるが、2型糖尿病治療薬リラグルチドは、肥満の治療薬として有望視されている。
GLP-1アゴニストとしては他に、週1回投与型のタスポグルタイド(taspoglutide)が第3相臨床試験まで進んだが、2013年以降は新たな臨床試験は行われていない。帝人ファーマは開発を中断しその代わりになる自社創製品の開発を急いでいる。

## GIP
グルコース依存性インスリン分泌刺激ポリペプチド (glucose-dependent insulinotropic polypeptide, GIP) は脂肪が刺激になって十二指腸のK細胞から分泌される。スルホニルウレア薬とGIPを同時に投与すると、インスリン濃度が増加する一方で、Cペプチドが増加しないので、肝臓などでのインスリンクリアランスに作用してインスリン濃度を保つのではないかと指摘されている。脂肪細胞の表面に発現しているGIP受容体を欠損させたマウスでは高脂肪食時にも内臓脂肪の増加がみられなかった。GIPは脂肪代謝の酵素であるLPL活性を高めるとともにインスリン存在下での脂肪細胞によるブドウ糖の取り込みを促進する。このような同化促進作用がGIP受容体欠損マウスではみられず、肥満が抑制されていると考えられる。
2型糖尿病患者にGIPを投与してもGLP-1と異なり、インスリン分泌促進効果が僅かである。マウスの解析では耐糖能異常があると、スプライシングを受け短縮したGIP受容体が生じ、作用のない短縮GIP受容体に結合した分GIPの効果が減弱するのではないかと言われている。

## 薬剤名
- DPP-4阻害薬  －錠剤・経口投与
  - シタグリプチンリン酸塩水和物
    - ジャヌビア（1日1回）（MSD）
    - グラクティブ（1日1回）（小野薬品工業）

  - ビルダグリプチン
    - エクア（1日2回）（ノバルティスファーマ）

  - アログリプチン
    - ネシーナ（1日1回）（武田薬品工業）

  - リナグリプチン
    - トラゼンタ（1日1回）（日本ベーリンガーインゲルハイム/日本イーライリリー）

  - テネリグリプチン
    - テネリア（1日1回）（田辺三菱製薬/第一三共）

  - アナグリプチン
    - スイニー（1日2回）（三和化学研究所/興和/興和創薬）

  - サキサグリプチン
    - オングリザ（1日1回）（協和発酵キリン(株)）

  - トレラグリプチンコハク酸塩錠
    - ザファテック（1週間に1回）（武田薬品工業）
- GLP-1受容体作動薬  －皮下注射
  - リラグルチド
    - ビクトーザ（1日1回）（ノボ ノルディスク ファーマ）

  - エキセナチド
    - バイエッタ（1日2回）（日本イーライリリー）
    - ビデュリオン（世界初の週1回製剤）（アストラゼネカ/ブリストル・マイヤーズ）

  - リキシセナチド
    - リキスミア（1日1回）（サノフィ(株)）

  - デュラグルチド
    - トルリシティ アテオス（週1回）（日本イーライリリー/大日本住友製薬）

  - セマグルチド
    - オゼンピック（週1回）（ノボ ノルディスク）
    - リベルサス（世界初の経口薬、1日1回）（ノボ ノルディスク）